# Drie Paganinicapriccio's
De Drie Paganinicapriccio's is een compositie van Karol Szymanowski.
Szymanowski leefde in ballingschap vanwege de Russische Revolutie van 1918, hij verbleef in Jelisavetgrad. Hij haalde inspiratie uit de 24 Capriccio's voor viool van Niccolò Paganini en dan met name de nrs. 20, 21 en 24. De toen befaamde violist Viktor Goldfeld hielp Szymanowski met het herarrangeren van de drie capriccio's. Hij gaf dan ook de eerste uitvoering van het werk en wel op 25 april 1918 met de componist achter de piano. Naast arrangeren schreef Szymanowski ook nieuwe eigen muziek en hij moest natuurlijk het stuk danig bewerken van een solowerk voor viool tot een duo voor viool en piano. De Drie Paganinicapriccio's  grijpen ook terug op de Vioolsonate nr. 1 uit 1904 van de Pool. 
De drie capriccio's:
1. nummer 20: Andante dolcissimo – vivace scherzando – andante dolcissimo (circa 3 minuten)
2. nummer 21: adagio – molto espressivo ed affettuoso (circa 3 minuten)
3. nummer 24: Theme varié – vivace – (variatie 1-10) (circa 9 minuten)

Het werk heeft er zeer waarschijnlijk toe bijgedragen dat Witold Lutosławski gedurende de Tweede Wereldoorlog opnieuw een arrangement maakte van Paganini's capriccio nr. 24, maar dan voor twee piano's, in zijn Paganinivariaties.